# Прокляті землі (відеогра)
«Прокляті землі» (рос. Проклятые земли; англ. Evil Islands: Curse of the Lost Soul; пол. Evil Islands: Klątwa zagubionej duszy) — російська рольова відеогра з елементами стелсу, третя гра серії «Аллоди». На відміну від попередніх ігор має цілком тривимірний ігровий рушій.

## Розробка
Спершу гра мала називатися «Аллоди 3: Відродження» (рос. Аллоды 3: Возрождение), але в процесі розробки сильно змінила свою концепцію. У 2000 році назву через відсутність прав на торгову марку «Аллоди», що належала на той момент компанії Бука, змінили на «Прокляті землі». Через нюанси, пов'язані з правовласністю, не згадується навіть слово «аллоди», а тільки імперії Хадаган (Кадаган) і Канія, відомі гравцеві за двома першими іграми. Надалі права на торгову марку були у 2004 році придбані компанією Nival назад.

## Сприйняття
| Агрегатор  | Оцінка |
| ---------- | ------ |
| Metacritic | 74/100 |

| Видання                 | Оцінка  |
| ----------------------- | ------- |
| Computer Games Magazine | [ 9 ]   |
| Computer Gaming World   | [ 10 ]  |
| EP Daily                | 8/10    |
| Eurogamer               | 8/10    |
| Game Informer           | 5.25/10 |
| GameSpot                | 7/10    |
| GameSpy                 | 83%     |
| IGN                     | 8.7/10  |
| Next Generation         | [ 17 ]  |
| PC Gamer (США)          | 90%     |

Гра отримала переважно схвальні відгуки згідно з агрегатором Metacritic. IGN відзначив якісну графіку та комічних персонажів, а GameSpot похвалив анімацію бою і добре збалансовану бойову систему для різних стилів гри. Водночас Карла Гаркер з NextGen зазначила: «Evil Islands не така вже й погана, але значно приємнішою вона була б, якби випадковість не робила її абсурдно складною». Рецензент GamePro, Jake The Snake, написав: «Привабливі тривимірні ландшафти, які можна оглядати майже з будь-якого ракурсу, з пагорбами та деталізованими об’єктами, надають Evil Islands унікального вигляду й атмосфери».
Гра стала фіналістом премії The Electric Playground у номінації «Найкраща рольова відеогра для ПК» 2001 року, але поступилася грі Arcanum: Of Steamworks and Magick Obscura.